# Carmaux
Carmaux (em Occitano Carmauç) é uma comuna francesa na região administrativa da Occitânia, no departamento de Tarn. Estende-se por uma área de 14.16 km², e possui 9.641 habitantes, segundo o censo de 2018, com uma densidade de 680 hab/km².

## Geografia
Está localizada às margens do rio Cérou.

## Demografia
| 1962                   | 1968  | 1975  | 1982  | 1990  | 1999  | 2006  |
| ---------------------- | ----- | ----- | ----- | ----- | ----- | ----- |
| 14565                  | 14755 | 13208 | 12113 | 10957 | 10231 | 10273 |
| Censo iniciado em 1962 |       |       |       |       |       |       |

## Ligações Externas
- «Página oficial da comuna de Carmaux». (Link, visitado em 09/09/2009)